# 維克斯子爵
維克斯子爵（Vickers Viscount）是英国维克斯-阿姆斯特朗公司开发制造的涡桨式客机，于1948年首飞。
子爵型客机于1953年投入商业运营，是世界上第一种采用涡轮螺旋桨发动机的客机，飞行速度比采用活塞发动机的飞机更快，与喷气式客机相比，则具有更佳的燃油经济性。子爵型客机噪音和振动较轻，采用加压客舱和更大的舷窗，使得客舱环境大为改善，面世后广受欢迎。在二战后的首代客机中，子爵型为最成功和盈利最高的之一，共生产了445架。

## 发展历程
第二次世界大战期间，英国政府为调研战后不列颠帝国民航市场的发展需要，成立了布拉巴宗委员会。该委员会提出设计5种全新的民航客机，以满足不同的需求，其中第II型客机（Type II）要求拥有24个座位，航程达1,750英里（2,820），速度达320千米/时。子爵型客机最早即可追溯至维克斯-阿姆斯特朗公司为满足该需求而进行的设计。维克斯公司在与该委员会的讨论中提议使用涡轮螺旋桨发动机，但委员会并不完全信任涡桨发动机方案，从而将第II型客机细分为采用活塞发动机的IIA型和采用涡桨发动机的IIB型。IIA型后来发展为空速大使型客机，而IIB型则于1945年4月起由维克斯公司来进行开发工作。1945年6月，维克斯公司基于VC.1维京式客机开发出首个设计方案，该方案采用4台涡桨发动机，设24个座位，并被称为VC-2或453型（Type 453）。

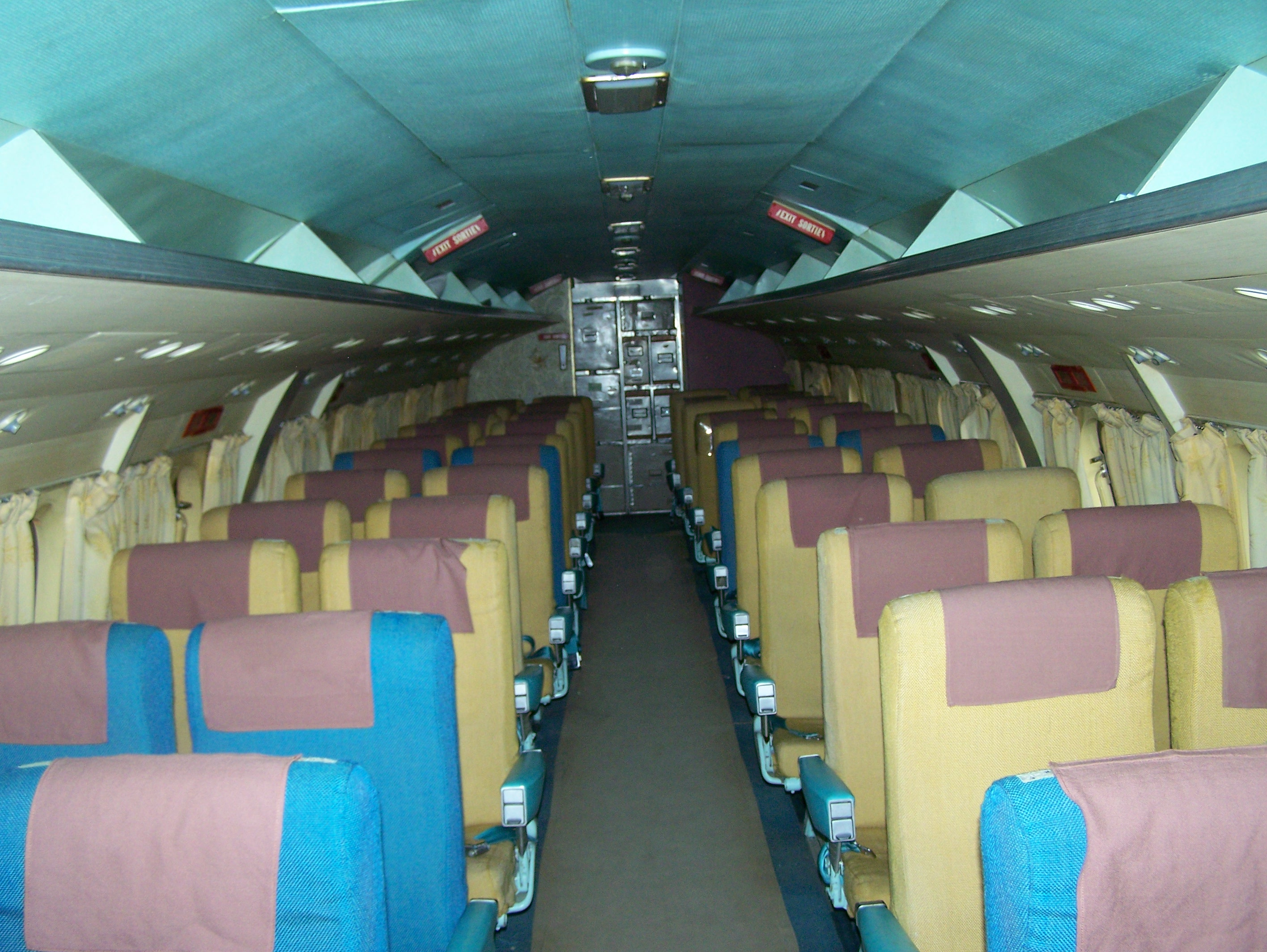
子爵型客机的客舱

最初的设计方案中并未对机舱进行加压，后来发现经济运行需在6,100米的高度以上，于是决定采用加压机舱，这导致原有的机身设计方案需重做。1946年初，维克斯公司完成了一款采用圆形截面设计的机舱方案，英国政府于1946年3月订购两架原型机，并要求将座位数提升至32个。因此维克斯又对机身进行了加长，增加了翼展。1947年，英国政府要求第二架原型机采用罗尔斯·罗伊斯达特涡桨发动机作为动力装置。该机被定型为630型（Type 630），并命名为“子爵”（Viscount）。正在生产中的第一架原型机亦按630型的标准，换装了达特发动机。630型原型机于1948年7月16日首飞。但630型被认为太小并且太慢（443千米/时），因此经济型不佳。英国欧洲航空亦对630型的表现不够满意，转而订购了20架采用活塞发动机的空速大使型客机。
然而，早期的试飞证明了涡桨发动机的优势。随着劳斯莱斯公司在1947年8月将达特发动机的输出功率提高到了931千瓦，英国政府在1949年2月订购了两架加长机身并换装新发动机的子爵型客机，即700型（Type 700）。700型可搭载48名乘客，速度亦提升至496千米/时。700型的首架原型机于1950年8月28日首飛，并成为子爵型的首款量产型号。因为涡轮螺旋桨发动机带来的种种特性，子爵型客机大受欢迎。英国欧洲航空于1950年8月订购20架子爵型客机，之后亦有不少海外订单，包括法国航空、爱尔兰航空、环加拿大航空等。
子爵型客机的第二种量产型号为800型，机舱比700型加长了1.17米，为航程略短但载客量更高的版本。第三种量产型为810型，机身长度与800型相同，但采用推力更强的新型达特发动机（R.Da. 7/1 Mk 225或Mk 530），从而拥有比800型更快的速度和更远的航程。810型也是子爵型客机的最后一款量产型号。
子爵型客机因其良好的性能而广受欢迎，促使维克斯公司以子爵型为基础，开发出尺寸更大并采用更强力发动机的先锋型客机。

## 营运历史

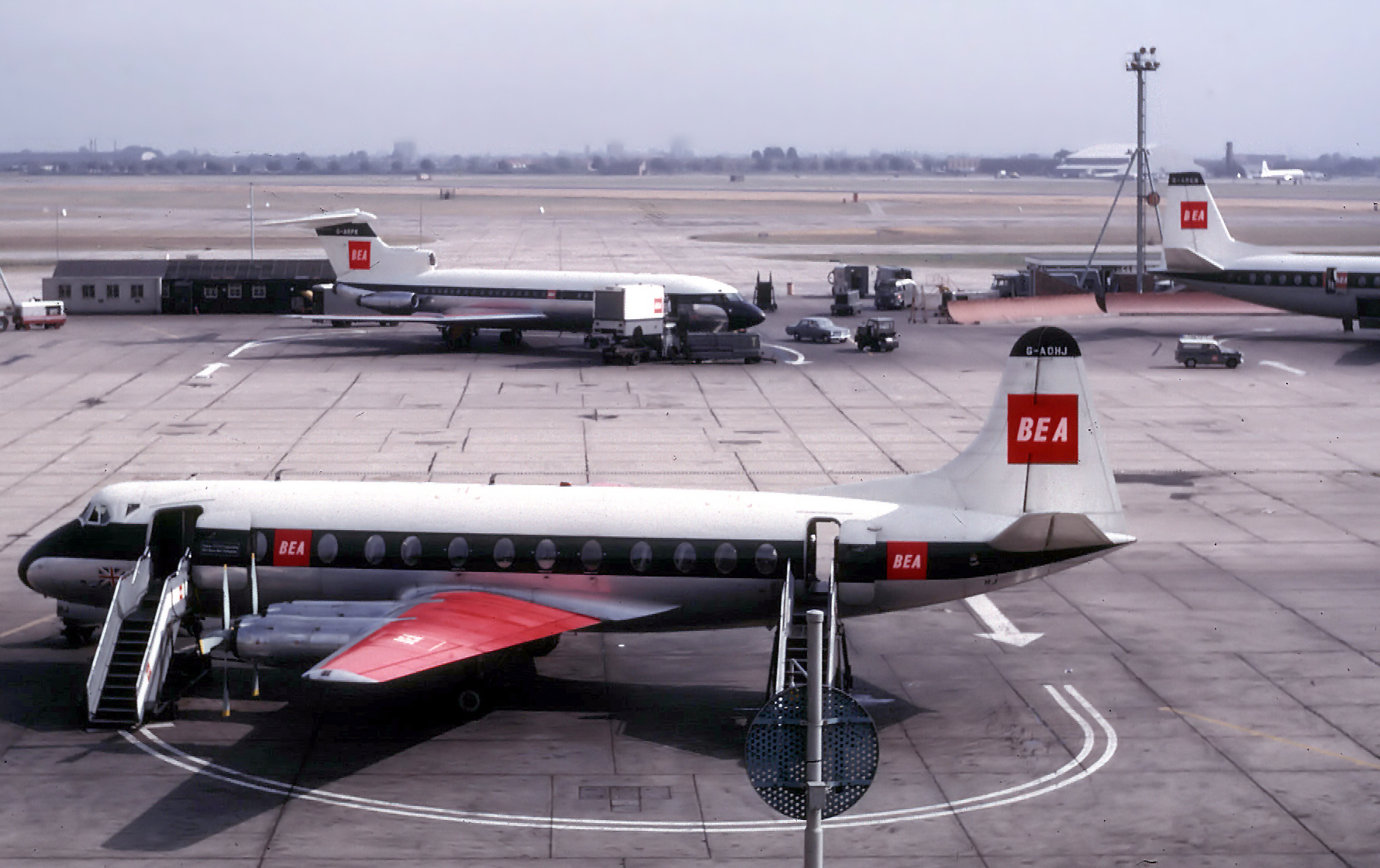
英国欧洲航空的子爵型客机

首架飞行定期航线的子爵型客机是630型原型机（注册编号G-AHRF），于7月29日搭载14名付费乘客从诺霍特机场飞往巴黎勒布尔歇机场，为涡桨式客机首次飞行定期航线。1953年4月18日，英国欧洲航空开始使用子爵700型客机飞行定期客运航线。至1958年中期，英国欧洲航空已使用子爵型客机飞行超过20万小时，运载超过275万乘客。子爵型客机投入营运后，表现出比其竞争机型更优异的性能优势，因此接获了大量订单。1952年11月，子爵型客机仍仅有42架订单，但到了1953年底，订单数量已增长至90架，1954年底更是飙升至160架。为满足大量的订单，子爵型客机的产能非常高，在1957年，平均每三天即有一架子爵型客机被生产出来。

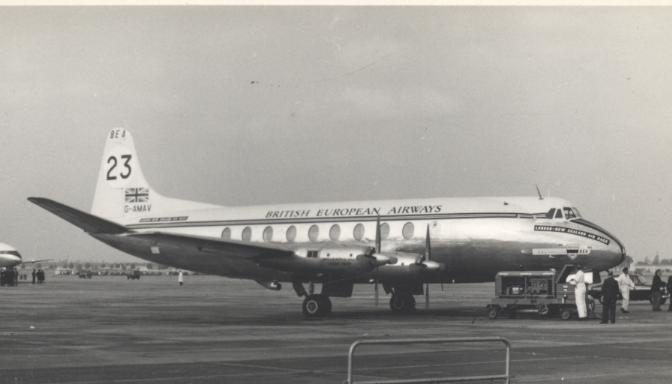
700型的原型机，该机参加了1953年10月伦敦至新西兰的飞行竞赛并取胜

1953年10月，子爵700型的原型机（注册编号G-AMAV）在从伦敦飞往新西兰克赖斯特彻奇的飞行竞赛中，以40小时41分钟的飞行时间，成为竞赛的优胜者。该机在飞行竞赛中的平均速度高达520千米/时，比第二名早9个小时到达终点。
在澳大利亚，跨澳航空于1954年接收第一架子爵型客机。该机很快即表现出良好的盈利性能，因此跨澳航空后续又购入一批子爵型，使用在其澳大利亚国内主干航线上。澳洲安捷航空亦购入子爵型客机，以与跨澳航空竞争。

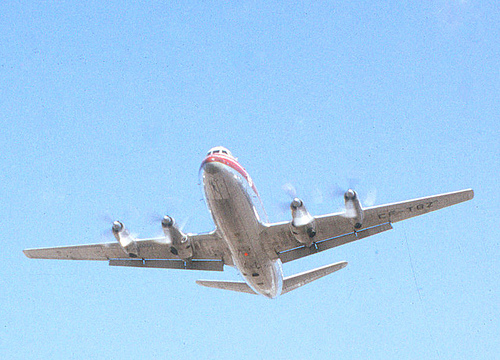
环加拿大航空的子爵型客机

在北美洲，第一家使用子爵性客机的航空公司是环加拿大航空，其于1954年12月6日接收首架子爵型客机。环加拿大航空之后持续购入子爵型，至1958年，其拥有的子爵型客机已达51架。子爵型客机在环加拿大航空运行了20年，直至1974年退役。环加拿大航空大量引进子爵型客机亦使得一些美国客户对此机型产生兴趣。美国航空业先驱霍华德·休斯购买了15架子爵型客机。美国首都航空在其东部的国内航线上大量使用子爵型客机，至1958年，首都航空的子爵型客机已飞行了超过35万小时。美国大陆航空和西北航空亦是子爵型的客户。
古巴航空则是在拉丁美洲第一家使用子爵型客机的航空公司，于1956年开始使用子爵型飞行哈瓦那和巴拉德罗至迈阿密的航班，直至1962年美国对古巴进行制裁后将子爵型售出。在非洲，南非航空是子爵型的一个主要用户，在其所有国内航线上均使用子爵型客机。1961年，南非航空已经引入7架子爵型，并于第二年又从古巴引入1架。子爵型客机在南非航空机队中一直服役至70年代中期。
英国欧洲航空及其在1974年并入的英国航空均在英国国内航线上大量使用子爵型客机。英航直至80年代才开始替换子爵型客机，并于1982年将其退役。这些从英航退役的子爵型客机多数被售往一些包机航空公司，1996年4月18日，子爵型客机执飞了其在英国的最后一次客运航班，结束其在英国长达46年的服役史。
60年代，中国民航引进了6架子爵型客机，该6架客机于1964年交付，为最后一批生产的子爵型客机。子爵型客机共生产了445架。

## 重大事件
子爵型客机共发生过超过150起事故，其中144架全机损毁。
- 1959年2月17日，一架屬於土耳其航空公司的維克斯子爵式客機在降落格域機場時於Horley附近墜毀。
- 1978年9月3日，一架罗德西亚航空的子爵式客机在执飞825号航班时被武装分子击落，机上48人死亡，其中10人是在坠机后被射杀。
- 1979年2月12日，另一架罗德西亚航空的子爵式客机在执飞827号航班时被武装分子击落，机上59人全部遇难。
- 1982年7月30日，中国一架编号为50258的子爵式飞机在江苏上空被劫持。最终劫机者死亡，飞机则于南京大校场机场着陆[18]

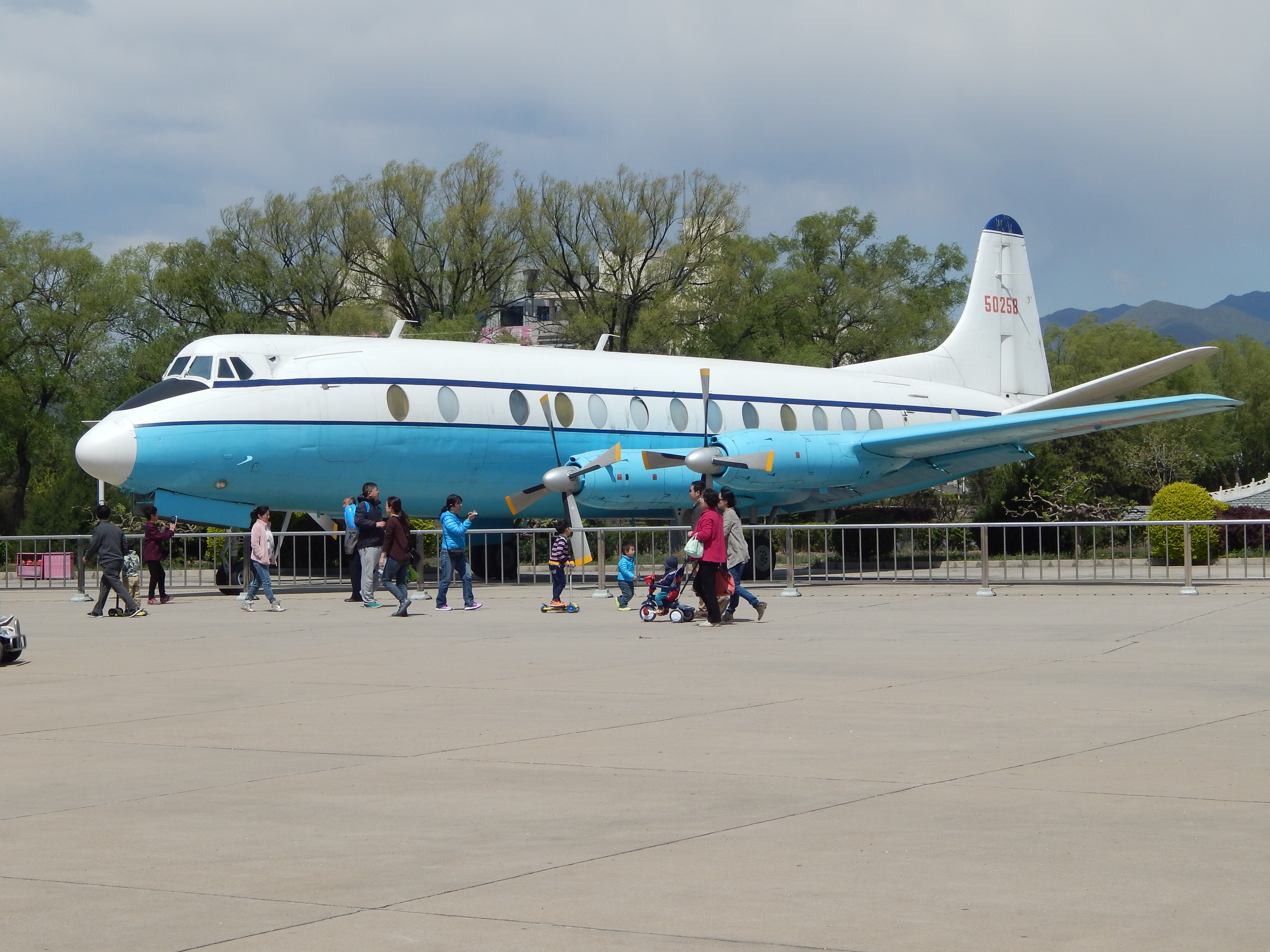
1982年被劫持的50258号飞机，现于中国航空博物馆保存并展示

## 性能参数（800型）
基本信息
- 机组：2人

性能

## 相关机型

### 相关发展
- 维克斯先锋型

### 同时代或类似机型
- 空速大使型
- 伊尔-18
- 康维尔540/580/600/640
- 洛克希德L-188